# Campionat d'Espanya de motocròs 1980
La temporada de 1980 del Campionat d'Espanya de motocròs fou la 22a edició d'aquest campionat, organitzat per la Reial Federació Motociclista Espanyola. El calendari oficial constava de 21 proves puntuables. Un mínim de vuit de les 21 de les proves programades es disputaren als Països Catalans: 5 en la categoria de 125cc i 3 en la de 250cc.
Aquell any, la RFME instaurà per primer cop tres campionats, un per a cadascuna de les categories de 125cc, 250cc i 500cc. Es permetia un màxim de participació en dues categories per pilot, una d'elles per força la de 250cc.

## Classificació final

### 125cc
Font:
| Posició | Pilot              | Motocicleta | Punts |
| ------- | ------------------ | ----------- | ----- |
| 1       | Toni Elías         | Derbi       | 174   |
| 2       | Fernando Muñoz     | Gilera      | 167   |
| 3       | Juan José Barragán | Montesa     | 84    |
| 4       | Joan Cros          | Fantic      | 74    |
| 5       | Jordi Elías        | Derbi       | 71    |
| 6       | Domingo Illa       | Gilera      | 62    |
| 7       | Oriol Pons         | Derbi       | 40    |
| 8       | Simeón Martín      | Montesa     | 37    |
| 9       | Mario Tello        | Gilera      | 35    |
| 10      | Juan López         | Derbi       | 32    |

### 250cc
Font:
| Posició | Pilot              | Motocicleta | Punts |
| ------- | ------------------ | ----------- | ----- |
| 1       | Toni Arcarons      | Montesa     | 164   |
| 2       | Toni Elías         | Derbi       | 162   |
| 3       | Fernando Muñoz     | Maico       | 109   |
| 4       | Albert Ribó        | Montesa     | 99    |
| 5       | José Luis Mendoza  | Montesa     | 79    |
| 6       | Juan José Barragán | Montesa     | 56    |
| 7       | Jordi Elías        | SWM         | 50    |
| 8       | Domingo Illa       | Montesa     | 46    |
| 9       | Carles Mas         | Montesa     | 30    |
| 10      | Adolfo Cimarras    | Montesa     | 28    |

### 500cc
Font:
| Posició | Pilot             | Motocicleta | Punts |
| ------- | ----------------- | ----------- | ----- |
| 1       | Toni Arcarons     | Montesa     | 125   |
| 2       | Albert Ribó       | Montesa     | 106   |
| 3       | José Luis Mendoza | Montesa     | 105   |
| 4       | Carlos Tertre     | Maico       | 81    |
| 5       | Adolfo Cimarras   | SWM         | 76    |
| 6       | Enrique Torrente  | Maico       | 64    |
| 7       | Enrique del Rey   | Montesa     | 48    |
| 8       | J. Pérez          | Montesa     | 32    |
| 9       | Florencio Elices  | Montesa     | 27    |
| 9       | Ruiz              | ?           | 27    |
| 11      | Carles Mas        | Montesa     | 24    |

## Categories inferiors
Font:
| Campionat           | Guanyador       | Motocicleta |
| ------------------- | --------------- | ----------- |
| Trofeu Sènior 250cc | Miguel Montfort | Anvian      |
| Copa Júnior 250cc   | Juan Otero      | Montesa     |
| Copa Júnior 75cc    | Àlex Llobet     | Derbi       |